# Бакышсай
Бакышсай (каз. Бақышсай, до 2002 г. — Кызылжулдыз) — село в Келесском районе Туркестанской области Казахстана. Входит в состав Ошактинского сельского округа. Код КАТО — 515477680.

## Население
В 1999 году население села составляло 203 человека (111 мужчин и 92 женщины). По данным переписи 2009 года, в селе проживал 261 человек (136 мужчин и 125 женщин).